# Cheyenne County (Kansas)
Cheyenne County je okres ve státě Kansas v USA. K roku 2010 zde žilo 2 726 obyvatel. Správním městem okresu je St. Francis. Celková rozloha okresu činí 2 644 km².